# Natachai Boonprasert
Natachai Boonprasert (tiếng Thái: ณัฎฐ์ฐชัย บุญประเสริฐ, phiên âm: Nát-tha-chai Bun-bra-sớt), sinh ngày 1 tháng 10 năm 2000 còn được biết đến với nghệ danh là Dunk (ดัง), là một diễn viên người Thái Lan trực thuộc GMMTV. Anh được giới thiệu lần đầu tiên thông qua vai diễn Daonuea trong  bộ phim Star and Sky: Star in My Mind (2022) đóng cặp với Joong Archen. 
Trong năm 2023, Dunk Natachai tiếp tục đồng hành cùng Joong Archen trong bộ phim Hidden Agenda; Our Skyy2.

## Tiểu sử và sự nghiệp

### Tiểu sử
Dunk sinh ngày 1 tháng 10 năm 2000 tại Thái Lan. Anh là anh cả trong gia đình có hai anh chị em, anh có một em gái. Tên "Dunk" của anh có nghĩa là ồn ào hoặc nổi tiếng trong tiếng Thái. Anh tốt nghiệp Trường Quốc tế Heathfield và là cử nhân Kỹ thuật Phần mềm tại Học viện Công nghệ Ladkrabang của King Mongkut. Hiện tại, Dunk đang hoạt động dưới trướng GMMTV với tư cách là một diễn viên.

### Sự nghiệp
Anh ra mắt với tư cách là diễn viên qua vai khách mời trong phim Bad Buddy Series (2021) và nhận vai chính đầu tay với bộ phim Star and Sky: Star in My Mind (2022). Thông qua dự án GMMTV2023, Dunk lại tiếp tục có series đóng chính cùng với Joong Archen mang tên Hidden Agenda và dự án Our Skyy2 cùng một vài couple khác.

## Điện ảnh

### Phim truyền hình
| Năm  | Tên phim                             | Vai                       | Ghi chú   | Chú thích   |
| ---- | ------------------------------------ | ------------------------- | --------- | ----------- |
| 2021 | Bad Buddy Series                     | Thành viên ban nhạc cấp 3 | Khách mời |             |
| 2022 | Star & Sky Series: Star in My Mind   | Daonuea                   | Vai chính | [ 2 ] [ 3 ] |
| 2022 | Star & Sky Series: Sky In Your Heart | Daonuea                   | Vai phụ   |             |
| 2023 | Hidden Agenda                        | Zo                        | Vai chính | [ 4 ]       |
| 2023 | Our Skyy 2                           | Daonuea                   | Vai chính | [ 5 ]       |
| 2024 | Summer Night                         | White                     | Vai chính |             |

### TV Show
| Năm  | Tên show                        | Ghi chú                   | Chú thích |
| ---- | ------------------------------- | ------------------------- | --------- |
| 2021 | Talk with ToeyS                 | Khách mời (tập 55)        |           |
| 2021 | School Rangers                  | Khách mời                 |           |
| 2021 | ไทยทึ่ง WOW! THAILAND             | Khách mời                 |           |
| 2022 | Arm Share                       | Khách mời (tập 83, 97-98) |           |
| 2022 | School Rangers                  | Khách mời (tập 220-221)   | [ 6 ]     |
| 2022 | รสมือแม่ Special                  | Khách mời                 |           |
| 2022 | Force Book Show Real Special    | Khách mời                 |           |
| 2022 | Safe House 3: Best Bro Secret   | Thành viên chính          |           |
| 2023 | LittleBIGworld with Pond Phuwin | Khách mời (tập 12)        | [ 7 ]     |
| 2023 | Project Alpha                   | Khách mời (tập 8, cuối)   |           |
| 2023 | 4x4 Celebrity                   | Khách mời (tập 769)       |           |
| 2023 | Hidden Hangout                  | Host chính                |           |
| 2023 | รถทาเลนท์                        | Khách mời (tập 21)        |           |
| 2024 | School Rangers                  | Thành viên chính          |           |

### Video ca nhạc
| Năm  | Bài hát                                       | Ca sĩ             | Ghi chú                                |
| ---- | --------------------------------------------- | ----------------- | -------------------------------------- |
| 2021 | นี่แหละความรัก (GMMTV LOVE HEALS Version)        | Artist of GMMTV   |                                        |
| 2022 | My Starlight (แล้วแต่ดาว)                       | Joong Archen      | Ost. Star In My Mind                   |
| 2022 | My Starlight (English Version)                | Dunk, Joong       | Ost. Star In My Mind                   |
| 2022 | Star&Sky (ท้องฟ้ากับแสงดาว)                      | Louis Thanawin    | Ost. Star & Sky                        |
| 2023 | Reverse (จะเลิกกันอีกวันไหน)                      | DUNK feat. F.HERO | cùng với DUNK, F.HERO, Joong và Kapook |
| 2023 | No More Empty Nights (ท้องฟ้ากับแสงดาวและสองเรา) | Dunk, Joong       | Ost. Our Skyy2                         |
| 2023 | Hidden Agenda (หมดเวลาซ่อน)                    | Dunk, Joong       | Ost. Hidden Agenda                     |
| 2023 | Your Smile (อย่านอยด์ดิ)                         | Joong Archen      | Ost. Hidden Agenda                     |

## Chuyến lưu diễn
| Năm  | Tên chương trình                                             | Cùng với | Ngày                      | Địa điểm                                | Tham khảo    |
| ---- | ------------------------------------------------------------ | --- | ------------------------- | --------------------------------------- | ------------ |
| 2022 | Star In My Mind Final EP Fanmeeting                          | Dàn cast Star In My Mind                                                                                              | Ngày 27 tháng 5 năm 2022  | Siam Pavalai Theatre, F6,Siam Paragon   |              |
| 2022 | Feel Fan Fun Camping Concert                                 | Earth, Mix, Pond, Phuwin, Joong                                                                                       | Ngày 15 tháng 10 năm 2022 | Union Hall, F6, Union Mall              |              |
| 2022 | JoongDunk 1st Fan Meeting in Cambodia                        | Joong | Ngày 3 tháng 12 năm 2022  | Smart Aeon 2, Phnôm Pênh                | [ 8 ]        |
| 2023 | JoongDunk Shining in Vietnam                                 | Joong | Ngày 15 tháng 1 năm 2023  | Gala Center, Thành phố Hồ Chí Minh      | [ 9 ] [ 10 ] |
| 2023 | GMMTV Fanday 3 In Seoul : JoongDunk 1st Fan Meeting In Seoul | Joong | Ngày 22 tháng 4 năm 2023  | Guro-gu Community Center, Seoul         | [ 11 ]       |
| 2023 | GMMTV Fanday 4 In Osaka: JoongDunk Show                      | Joong | Ngày 7 tháng 5 năm 2023   | Dojima River Forum, Osaka               | [ 12 ]       |
| 2023 | LOVE OUT LOUD FAN FEST 2023 : LOVOLUTION                     | Joong, Pond, Phuwin, Ohm, Nanon, Earth, Mix, First, Khaotung, Force, Book, Gemini, Fourth, Jimmy, Sea                 | Ngày 29 tháng 4 năm 2023  | Royal Paragon Hall, Siam Paragon        | [ 13 ]       |
| 2023 | Joong Dunk: Back to Memories in Vietnam                      | Joong | Ngày 5 tháng 8 năm 2023   | The Adora Center, Thành phố Hồ Chí Minh | [ 14 ]       |
| 2023 | Fanday in Bangkok & Hidden Agenda Final EP: JoongDunk Show   | Joong | Ngày 24 tháng 9 năm 2023  | Union Hall, Union Mall                  |              |
| 2023 | GMMTV Fanfest Live in Japan                                  | Joong, Earth, Mix,Pond, Phuwin, First, Khaotung, Force, Book, Jimmy, Sea, Gemini, Fourth, Gawin, Krist, Perth, Chimon | Ngày 9 tháng 10 năm 2023  | Tokyo, Japan                            |              |
| 2023 | Joong Dunk Hidden Love in PP                                 | Joong | Ngày 28 tháng 10 năm 2023 | Aeon Mall Sen Sok (Aeon2), Phnôm Pênh   | [ 15 ]       |
| 2023 | GMMTV FAN-EVENT IN TOKYO: JoongDunk Show                     | Joong | Ngày 3 tháng 11 năm 2023  | Animate Ikebukuro Flagship Store, Tokyo |              |
| 2023 | JoongDunk 1st Fan Meeting In Taipei                          | Joong | Ngày 11 tháng 11 năm 2023 | Legacy Taipei, Taipei                   |              |
| 2023 | GMMTV Fanday 8 in Manila: JoongDunk Show                     | Joong | Ngày 18 tháng 11 năm 2023 | The Podium Hall, Manila                 |              |

## Giải thưởng và đề cử
| Năm  | Giải thưởng             | Thể loại                              | Kết quả   | Ghi chú |
| ---- | ----------------------- | ------------------------------------- | --------- | ------- |
| 2022 | THAILAND DIGITAL AWARDS | Cặp đôi của năm cùng với Archen Aydin | Đoạt giải | [ 16 ]  |